# Clássico do Milho
Clássico do Milho é como é conhecido um dos principais clássicos de futebol do interior de Minas Gerais, entre Mamoré e URT, ambos de Patos de Minas. O nome do confronto faz referência ao fato da cidade ser conhecida como "Capital do milho".

## História
A União Recreativa dos Trabalhadores, mais conhecida como URT, é o clube patense mais antigo ainda em atividade. Foi fundada em 9 de julho de 1939, nascida de uma reunião de amigos. O Esporte Clube Mamoré foi fundado 10 anos depois, no dia 13 de junho de 1949, dia do padroeiro da cidade, Santo Antônio. O clube nasceu em um local antes chamado de "brejo", o que originou o apelido de Sapo.
A rivalidade existe desde os anos 50, em confrontos entre os dois clubes na era amadora, por campeonatos municipais e regionais. Nos anos 60, Mamoré e URT passaram a duelar a nível estadual, pela Segunda Divisão do Campeonato Mineiro, se cruzando nas edições de 1961, 1965, 1966, 1967 e 1968, também durante o amadorismo. Nenhuma das duas equipes conseguiu o acesso nessas ocasiões.
Após a extinção da Lei de Acesso pelo CND no início da década de 70, o Mamoré saiu de cena por um longo período, de modo que apenas a URT militou no futebol profissional – quase sempre na Segunda Divisão – na segunda metade da década de 1970 e toda a década de 1980. O Sapo se tornou um clube profissional de futebol apenas em 1989.
Desde então, o clássico patense aconteceu 13 vezes pela primeira divisão do Campeonato Mineiro, sendo a última em 2015, vencida pelo Mamoré por 1 a 0 na casa do rival. Dentre os clássicos citadinos do interior, este é o que mais vezes ocorreu no Módulo I no Século XXI.

## Estatísticas

### Estatísticas na Era profissional

#### Retrospecto geral
- 47 jogos
- 12 vitórias do Mamoré
- 18 vitórias da URT
- 17 empates
- 37 gols marcados pelo Mamoré
- 47 gols marcados pela URT[12]

#### Maiores goleadas
- URT 4–1 Mamoré – 03/05/1998 – Módulo II do Campeonato Mineiro
- Mamoré 3–0 URT – 24/02/2013 – Módulo II do Campeonato Mineiro

#### Maior artilheiro
Ditinho (URT), 11 gols

#### Maior público
6.105 pessoas, Mamoré 3–0 URT, Estádio Bernardo Rubinger de Queiroz, 24 de fevereiro de 2013

### Era amadora
Lista de clássicos oficiais durante a era amadora:
| Data       | Mandante | Placar | Visitante | Competição                               |
| ---------- | -------- | ------ | --------- | ---------------------------------------- |
| 16/07/1961 | URT      | 1–2    | Mamoré    | 2ª divisão do Campeonato Mineiro de 1961 |
| 18/10/1961 | Mamoré   | 1–0    | URT       | 2ª divisão do Campeonato Mineiro de 1961 |
| 19/09/1965 | URT      | 4–1    | Mamoré    | 2ª divisão do Campeonato Mineiro de 1965 |
| –          | Mamoré   | –      | URT       | 2ª divisão do Campeonato Mineiro de 1965 |
| 16/10/1966 | Mamoré   | 3–1    | URT       | 2ª divisão do Campeonato Mineiro de 1966 |
| –          | URT      | –      | Mamoré    | 2ª divisão do Campeonato Mineiro de 1966 |
| 13/08/1967 | Mamoré   | 1–0    | URT       | 2ª divisão do Campeonato Mineiro de 1967 |
| 24/09/1967 | URT      | 1–0    | Mamoré    | 2ª divisão do Campeonato Mineiro de 1967 |
| 19/05/1968 | Mamoré   | 2–4    | URT       | 2ª divisão do Campeonato Mineiro de 1968 |
| 21/07/1968 | URT      | 4–0    | Mamoré    | 2ª divisão do Campeonato Mineiro de 1968 |

*Há 2 jogos cujos resultados são desconhecidos

### Lista de todos os clássicos disputados
Lista de todos os jogos do Clássico do Milho disputados na Era profissional:
| Data       | Mandante | Placar | Visitante | Competição                                  |
| ---------- | -------- | ------ | --------- | ------------------------------------------- |
| 12/07/2025 | Mamoré   | 0–1    | URT       | Campeonato Mineiro de 2025 - Módulo II      |
| 29/06/2025 | Mamoré   | 0–1    | URT       | Campeonato Mineiro de 2025 - Módulo II      |
| 07/06/2025 | URT      | 1–0    | Mamoré    | Campeonato Mineiro de 2025 - Módulo II      |
| 19/05/2025 | Mamoré   | 1–1    | URT       | Campeonato Mineiro de 2025 - Módulo II      |
| 10/06/2024 | Mamoré   | 0–0    | URT       | Campeonato Mineiro de 2024 - Módulo II      |
| 15/05/2024 | URT      | 1–0    | Mamoré    | Campeonato Mineiro de 2024 - Módulo II      |
| 23/01/2016 | Mamoré   | 1–0    | URT       | Amistoso                                    |
| 11/02/2015 | URT      | 0–1    | Mamoré    | Campeonato Mineiro de 2015                  |
| 31/03/2013 | URT      | 1–1    | Mamoré    | Campeonato Mineiro de 2013 - Módulo II      |
| 24/02/2013 | Mamoré   | 3–0    | URT       | Campeonato Mineiro de 2013 - Módulo II      |
| 14/04/2012 | Mamoré   | 2–1    | URT       | Campeonato Mineiro de 2012 - Módulo II      |
| 12/02/2012 | URT      | 1–3    | Mamoré    | Campeonato Mineiro de 2012 - Módulo II      |
| 20/03/2011 | URT      | 4–2    | Mamoré    | Campeonato Mineiro de 2011 - Módulo II      |
| 12/02/2011 | Mamoré   | 0–2    | URT       | Campeonato Mineiro de 2011 - Módulo II      |
| 28/03/2010 | URT      | 1–0    | Mamoré    | Campeonato Mineiro de 2010 - Módulo II      |
| 20/02/2010 | Mamoré   | 1–1    | URT       | Campeonato Mineiro de 2010 - Módulo II      |
| 20/02/2005 | URT      | 2–1    | Mamoré    | Campeonato Mineiro de 2005                  |
| 24/03/2004 | Mamoré   | 2–1    | URT       | Campeonato Mineiro de 2004                  |
| 26/01/2003 | URT      | 3–0    | Mamoré    | Campeonato Mineiro de 2003                  |
| 13/02/2002 | URT      | 2–2    | Mamoré    | Amistoso                                    |
| 11/02/2001 | URT      | 1–0    | Mamoré    | Campeonato Mineiro de 2001                  |
| 31/05/1998 | Mamoré   | 1–1    | URT       | Campeonato Mineiro de 1998 - Módulo II      |
| 03/05/1998 | URT      | 4–1    | Mamoré    | Campeonato Mineiro de 1998 - Módulo II      |
| 22/03/1998 | URT      | 3–1    | Mamoré    | Campeonato Mineiro de 1998 - Módulo II      |
| 15/02/1998 | Mamoré   | 0–0    | URT       | Campeonato Mineiro de 1998 - Módulo II      |
| 07/05/1997 | URT      | 0–2    | Mamoré    | Troféu Prefeito Elmiro Nascimento (2° jogo) |
| 13/03/1997 | URT      | 0–0    | Mamoré    | Troféu Prefeito Elmiro Nascimento (1° jogo) |
| 05/05/1996 | Mamoré   | 2–1    | URT       | Campeonato Mineiro de 1996                  |
| 16/03/1996 | URT      | 0–1    | Mamoré    | Campeonato Mineiro de 1996                  |
| 23/04/1995 | Mamoré   | 1–0    | URT       | Campeonato Mineiro de 1995                  |
| 05/03/1995 | URT      | 1–1    | Mamoré    | Campeonato Mineiro de 1995                  |
| 24/10/1993 | URT      | 0–0    | Mamoré    | –                                           |
| 08/08/1993 | Mamoré   | 0–1    | URT       | –                                           |
| 07/03/1993 | Mamoré   | 1–0    | URT       | Campeonato Mineiro de 1993                  |
| 07/02/1993 | URT      | 1–0    | Mamoré    | Campeonato Mineiro de 1993                  |
| 13/09/1992 | URT      | 0–0    | Mamoré    | Campeonato Mineiro de 1992                  |
| 02/08/1992 | Mamoré   | 1–1    | URT       | Campeonato Mineiro de 1992                  |
| 21/06/1992 | Mamoré   | 0–0    | URT       | Super Copa Minas Gerais (2ª fase)           |
| 07/06/1992 | URT      | 0–0    | Mamoré    | Super Copa Minas Gerais (2ª fase)           |
| 20/05/1992 | URT      | 0–0    | Mamoré    | Torneio do Centenário (2° jogo)             |
| 17/05/1992 | Mamoré   | 1–2    | URT       | Torneio do Centenário (1° jogo)             |
| 26/04/1992 | URT      | 3–2    | Mamoré    | Super Copa Minas Gerais (2° turno)          |
| 05/04/1992 | Mamoré   | 1–1    | URT       | Super Copa Minas Gerais (1° turno)          |
| 08/12/1991 | Mamoré   | 0–0    | URT       | Campeonato Mineiro de 1991 - 2ª Divisão     |
| 24/11/1991 | URT      | 0–1    | Mamoré    | Campeonato Mineiro de 1991 - 2ª Divisão     |
| 15/10/1991 | Mamoré*  | 0–2    | URT       | Campeonato Mineiro de 1991 - 2ª Divisão     |
| 01/09/1991 | URT      | 1–0    | Mamoré    | Campeonato Mineiro de 1991 - 2ª Divisão     |

*Jogo disputado no Estádio Júlio Aguiar, em Patrocínio.

### Quadro comparativo

#### Títulos
| Competições Estaduais                | Mamoré | URT |
| ------------------------------------ | ------ | --- |
| Taça Minas Gerais                    | 0      | 2   |
| Campeonato Mineiro do Interior       | 2      | 2   |
| Campeonato Mineiro - Módulo II       | 3      | 1   |
| Campeonato Mineiro - Segunda divisão | 3      | 0   |
| Super Copa Minas Gerais              | 1      | 0   |
| Total                                | 9      | 5   |

#### Participações
| Competição                           | Mamoré | URT |
| ------------------------------------ | ------ | --- |
| Campeonato Brasileiro - Série C      | 1      | 1   |
| Campeonato Brasileiro - Série D      | –      | 5   |
| Copa do Brasil                       | –      | 7   |
| Campeonato Mineiro - Módulo I        | 12     | 23  |
| Campeonato Mineiro - Módulo II       | 16     | 27  |
| Campeonato Mineiro - Segunda divisão | 5      | –   |